# المصنان (العدين)

تعديل مصدري - تعديل

المصنان محلة تابعة لقرية الجعاري، التابعة لعزلة الجبلين بمديرية العدين إحدى مديريات محافظة إب في الجمهورية اليمنية.، بلغ تعداد سكانها 60 حسب تعداد اليمن لعام 2004.